# Piłka wodna na Igrzyskach Panamerykańskich 2019
Piłka wodna na Igrzyskach Panamerykańskich 2019 odbywała się w dniach 4–10 sierpnia 2019 roku w Complejo Deportivo Villa María del Triunfo w Limie. Stu siedemdziesięciu sześciu zawodników obojga płci rywalizowało w dwóch konkurencjach.
Zawody były jedną z kwalifikacji do Letnich Igrzysk Olimpijskich 2020.

## Podsumowanie

### Klasyfikacja medalowa
| Klasyfikacja medalowa | Klasyfikacja medalowa | Klasyfikacja medalowa | Klasyfikacja medalowa | Klasyfikacja medalowa | Klasyfikacja medalowa |
| Miejsce               | państwo               | Złoto                 | Srebro                | Brąz                  | Razem                 |
| --------------------- | --------------------- | --------------------- | --------------------- | --------------------- | --------------------- |
| 1                     | Stany Zjednoczone     | 2                     | 0                     | 0                     | 2                     |
| 2                     | Kanada                | 0                     | 2                     | 0                     | 2                     |
| 3                     | Brazylia              | 0                     | 0                     | 2                     | 2                     |
| Razem                 | Razem                 | 2                     | 2                     | 2                     | 6                     |

### Medaliści
| Konkurencja | 1. miejsce        | 2. miejsce | 3. miejsce |
| ----------- | ----------------- | ---------- | ---------- |
| Mężczyźni   | Stany Zjednoczone | Kanada     | Brazylia   |
| Kobiety     | Stany Zjednoczone | Kanada     | Brazylia   |